# Lijst van gemeentelijke monumenten in Haarlem
Een overzicht van de gemeentelijke monumenten in Haarlem. De 1238 monumenten zijn alfabetisch op straatnaam verdeeld:
- Lijst van gemeentelijke monumenten in Haarlem (A-H)
- Lijst van gemeentelijke monumenten in Haarlem (I-O)
- Lijst van gemeentelijke monumenten in Haarlem (P-Z)
- Lijst van gemeentelijke monumenten in Haarlem-Noord
- Lijst van gemeentelijke monumenten in Haarlem-Oost